# Frullania vivipara
Frullania vivipara là một loài Rêu trong họ Jubulaceae. Loài này được Pocs mô tả khoa học đầu tiên năm 2008.